# بخش لوشان
بخش لوشان، یکی از بخش‌های شهرستان رودبار استان گیلان ایران است. مرکز این بخش، شهر لوشان است.

## تقسیمات کشوری
- بخش لوشان
  - دهستان جمال‌آباد
  - دهستان پاچنار

شهر: لوشان

## جمعیت
بر پایه سرشماری عمومی نفوس و مسکن در سال ۱۳۹۵، جمعیت بخش لوشان برابر با ۱۴٬۷۵۷ نفر بوده است.